# Рошкани (Јаши)
Рошкани (рум. Roșcani) насеље је у Румунији у округу Јаши у општини Рошкани. Oпштина се налази на надморској висини од 97 m.

## Становништво
Према подацима из 2002. године у насељу је живело 798 становника, од којих су сви румунске националности.